# Chevtchenkove (oblast de Kiev)
Pour les articles homonymes, voir Chevtchenkove.
Chevtchenkove (en ukrainien : Шевченкове) est un village situé dans le raïon de Brovary, lui-même situé dans l’oblast de Kiev, en Ukraine.

## Historique
Lors de l’invasion de l’Ukraine par la Russie en 2022, le village est victime de bombardements.